# 基辅装甲厂
50°25′17″N 30°41′51″E / 50.421425°N 30.697410°E
基辅装甲厂（羅馬化：Tovarystvo z obmezhenoyu vidpovidalʹnistyu Kyyivsʹkyy bronetankovyy zavod, TOV KBTZ，直译：「基辅装甲厂有限责任公司，通常简称KBTZ」），即原来的基辅第7装甲修理厂，于1935年在基辅成立。主业是对军用车辆、工程和作战装备，包括其发动机、装甲和工程设备在内的总装进行翻修和现代化改造，生产装甲设备备件和消耗品。工厂当前的主要生产活动是生产BTR-3、修理T-72坦克。
公司致力于履行乌克兰国民警卫队、乌克兰武装部队的军事订单，并履行与其他国家的出口合同，包括缅甸、泰国、阿联酋、哈萨克斯坦、苏丹、尼日利亚、乍得。

## 公司历史
1935年—第7装甲车修理基地成立，这是全国第一家坦克修理企业。
1936年—T-26坦克第一次翻修。
1940年—国内首次掌握V-2发动机翻修技术。开始掌握T-34坦克的修理。
1941-1944年—工厂是前线现役部队的一部分，直接批量进行维修。
1944年—第7装甲修理厂。
1946年—工厂搬迁至现辖区修复后的车间。
1948年—第7军用修理厂。
1952年—第7军工厂。
1963年—第7装甲修理厂。
1968年—第7装甲车修理厂。
1970-1995年—劳工组织开始大规模重组。开发新型坦克T-62、T-72。
1971年—劳动红旗勋章第7装甲车修理工厂。该厂荣获“劳动红旗勋章”。
1978-1979年—以装甲部队总元帅阿马扎斯普·巴巴贾尼扬命名的劳动红旗勋章第7装甲车修理工厂。
1992年—国营企业“基辅机械和修理厂”。
2003年—国营企业“基辅机械和修理厂”。
2004年—开发和生产BTR-3E、BTR-3U、BTR-DA、BREM-2000K装甲运兵车。
2006年—第602国有企业“基辅机械和修理厂”。
2007年—公司管理体系首次按照国际标准ISO 9001:2001的要求获得认证。
2010年—管理体系按照新版ISO 9001:2008标准的要求进行了重新认证。
2012年—第72国有企业“基辅装甲厂”至今。

### 1991年后
乌克兰宣布独立后，装甲修理厂转隶乌克兰国防部，并更名为“基辅装甲修理厂”。
2001年春天，在IDEX-2001武器展览会上，公司展示了现代化的BTR-80装甲输送车—BTR-3的原型车，其配备了暴风遥控武器系统。
2003年4月，公司获得了出售乌克兰武装部队退役军事装备的权利，打算在该国国内市场处置这些装备。
2006年7月26日，乌克兰政府将公司改制为国有商业企业。
2008年时，公司的业务有：
- 对T-55、T-62、T-64、T-72坦克、履带式扫雷车、2S3金合欢、2S4郁金香和2S5风信子自行火炮系统、自行防空系统2K11、以及装甲输送车BTR-70、BTR-80和基于它们的底盘的车辆进行翻修和现代化改造；[5]
- 修理所有类型的坦克发动机。[5]

此外在2008年，公司可以生产新型装甲输送车BTR-3U。
2010年12月，国有企业乌克兰国防工业集团成立后，根据乌克兰政府2011年1月19日第53号决议，基辅装甲厂被纳入企业范围。随后，基辅装甲修理厂更名为基辅装甲厂。
2011年6月，公司签署了一份合同，内容是由乌克兰武装部队向埃塞俄比亚供应200辆T-72坦克；其中部分坦克在基辅装甲厂升级至T-72UA1级别（配备新型5TDFMA-1发动机）和利刃ERA。
2012年9月，公司修复并移交一辆BTR-80装甲输送车给乌克兰内务部基辅特种部队金雕。
此外在2012年，公司与比利时CMI防务公司签署了合作备忘录：
- 2013年2月，在IDEX-2013武器展上，公司展示了配备CMI防务生产的CSE 90LP炮塔的BTR-3E1装甲输送车原型。[16][17]
- 2014年，公司展示了BTR-3E CPWS-30装甲输送车的原型，配备了比利时科克里尔公司的CPWS-30作战模块。[18]

随后，公司在BTR-3E1的基础上开发了：
- 81毫米自行迫击炮BTR-3M1（2012年春季推出）。[19][20]
- 配备障碍ATGM的BTR-3RK坦克歼击车（2013年6月推出）[21]
- 120毫米自行迫击炮BTR-3M2（乌克兰语：БТР-3М2）（2013年11月推出）

2013年11月，乌克兰国防部披露，公司管理层的活动存在违法行为，即公司没收了57件小型武器，并武装了公司的私人保安队。

### 2014年2月22日后

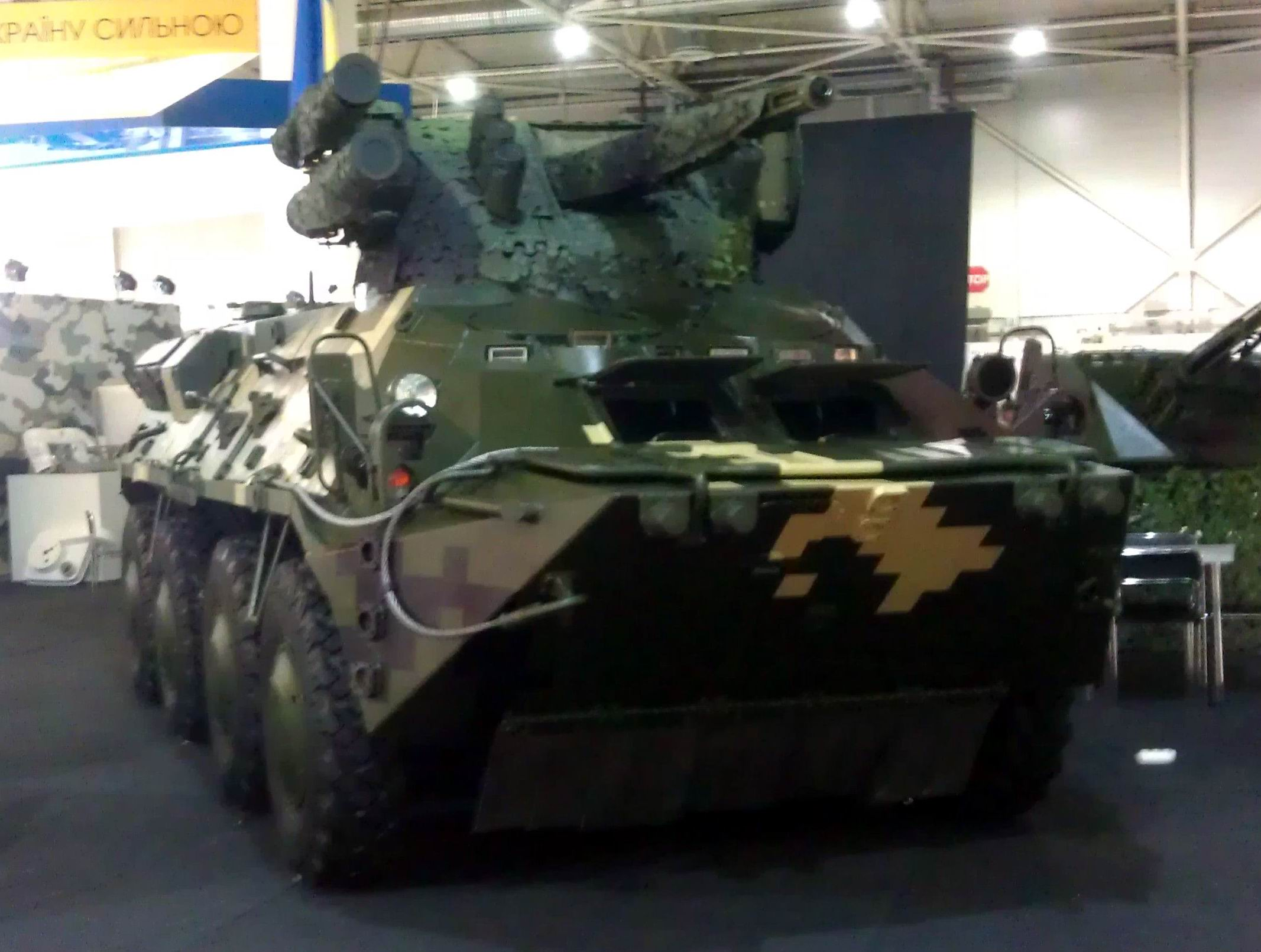
基辅装甲厂展台上的BTR-3E装甲输送车。军火与安全展会，基辅，2015年9月。

2014年春，公司参与履行乌克兰武装部队装甲车翻修的军事订单。乌克兰东部爆发敌对行动后，军事订单的工作量增加。
- 2014年4月初，国有企业乌克兰国防工业集团决定将基辅装甲厂生产的5辆BTR-3E转让给乌克兰国民警卫队。[23]
- 2014年4月8日，公司开始翻修5辆BTR-80（其中一辆计划进行现代化改造）。[24]
- 2014年6月25日，公司又向国民警卫队移交了5辆装备了防累积格栅的BTR-3E装甲输送车。[25]

2014年6月，检察官办公室的工作人员开始对公司的活动进行检查，结果发现存在违规行为（该公司偷窃了价值超过230万格里夫纳的零部件，浪费了价值140万格里夫纳的其他财产，而且没有采取措施保养价值超过60万格里夫纳的三辆坦克）。
2014年7月，乌克兰国防服务公司向基辅装甲厂拨款500万格里夫纳，用于发动机和柴油发电机的维修。
2014年8月12日，检察官对公司的活动进行检查后发现，公司的管理层对属于乌克兰国防部的7辆T-72坦克进行了维修和售前准备工作，并保存在工厂，目的是在国外市场上销售，而没有告知乌克兰国防部他们的这种行动。此外据证实，一辆T-72坦克失踪，因失窃造成了乌克兰国防部价值20万格里夫纳的物质损失。第二天，即2014年8月13日，厂长被捕。
2014年8月29日，乌克兰国防工业集团副总裁谢尔盖·平卡斯（羅馬化：Serhiy Pinkas）宣布，乌克兰国防工业打算将基辅装甲厂转为三班制，以提高40%生产率。
2014年10月23日，乌克兰国防工业宣布有意统一装甲车生产工厂的工作。
2014年11月初，乌克兰总检察长办公室报告称，军事检察官办公室对公司的活动进行检查后发现，工厂并没有价值总计达700万格里夫纳的坦克和其他履带式车辆的零部件和组件。2002年至2014年期间，属于国防部的备件和组件在不明情况下丢失。另外还有1200万格里夫纳被盗，其幌子是向敖德萨公司南方特种设备公司转移供应20辆BTR-3E装甲输送车车体的费用，被盗公共资金的总价值估计为3000万格里夫纳。
2014年12月6日，一批装备移交给乌克兰武装部队，其中包括T-72UA坦克.
2014年12月16日，公司收到3822万格里夫纳财政拨款，用于T-64B坦克的翻修并现代化改装至T-64BV级别以及BTR-70的翻修。
2014年12月29日，公司（拥有950名工人，每周7天，三班倒）宣布为“ATO区30&的受损设备”提供维修服务。
2015年2月，公司修复了在敌对行动中受损的设备，对T-72和T-64坦克进行了现代化改造，并继续生产BTR-3E装甲输送车。
2015年4月2日，工厂代理厂长弗拉迪斯拉夫·利西察（羅馬化：Vladislav Lisitsa）在接受采访时表示，工厂修复了乌克兰东部战区三分之一的受损装备，但俄罗斯制造的备件短缺。
2015年4月底，公司修复并向乌克兰内务部金门警察营移交了一辆BRDM-2（还安装了防累积格栅屏障）。
2015年9月1日，KBTZ厂长报告说，从2015年1月初到2015年8月底，该厂制造、修理和恢复了78台军事装备—25辆T-64坦克和53辆装甲输送车（27辆BTR -3E、14辆BTR-3、2辆BTR-80和10辆BTR-70）。
2016年5月16日，公司将首批6辆BTR-3E1D装甲运兵车移交给乌克兰国民警卫队。
2016年上半年，公司生产了22辆BTR-3E1装甲运兵车。
2016年12月，公司新增了一个新的预制和焊接生产车间，用于制造BTR-3车体。
2016年，公司总共生产了50多辆BTR-3装甲输送车，并翻修了约140辆装甲车和重型武器。
2016年，公司的监视-B装甲车的生产正在进行调整。乌克兰国防工业总经理罗曼·罗曼诺夫表示，这样做是为了如果有需要而且主要制造商利沃夫装甲厂的产能不够，那么监视-B将在两小时生产。2016年8月，KBTZ制造的一辆装甲车安装了死魂武器站并进行了展示。
2017年5月，公司向乌克兰国民警卫队交付了另一批BTR-3DA，作为国防订单的一部分。
2017年8月，公司展示了T-72A坦克升级至T-72AMT级别的示范原型（坦克配备了利刃ERA套件、卫星导航装置、土耳其阿瑟尔桑制造的新型数字广播电台）和乌克兰Libid K2生产的格栅抗累积屏障）。2017年9月，公司完成了在奥塔曼装甲车上安装风暴-M模块的工作，该装甲车由基辅NVO实践公司在BTR-60底盘上制造。
2017年10月，我们的钱网站分享了对法院判决的观察结果。据NABU网站报道，NABU对购买用于生产BTR-3DA装甲运兵车的未硬化的ATI500AR钢材进行了调查，金额为5712万格里夫纳。同时，正如该网站所指出的，车体必须由HB500MOD品牌的淬火钢制造并通过测试。因此，调查涉嫌该公司管理层滥用职权。此消息被各大媒体广泛报道，工厂被迫做出解释——即，装甲输送车的车体由ATI500AR品牌的未硬化钢焊接而成，然后将焊接后的车体转移到洛佐瓦铁匠和机械厂有限公司，在那里整个车体在特殊炼炉中完成硬化过程，其结果便是这种钢材成为HB500MOD。因此，BTR-3DA装甲车体采用HB500MOD钢制成，这种钢由ATI500AR经过硬化后获得。
2018年11月15日，公司向部队移交了3辆现代化T-72坦克（其中一辆是现代化的T-72K指挥坦克）和5辆BTR-3。与此同时，公司完成了采用进口钢材生产的第一辆BTR-3DA装甲车的实验车体。
2019年4月，公司推出了BTR-3KSh指挥参谋车。
2020年1月，工厂完成现代化改装的25辆T-72AMT坦克被移交给国防部。到2月底，还将交付6辆。
2020年2月26日，中乌克兰军事检察官办公室向基辅经济法院提起诉讼，要求追回因违反武器供应合同条款而被扣减的罚款以及消除基辅装甲厂（KBTZ）的军事装备所存在的缺陷。因此，根据合同条款，公司必须向乌克兰国防部缴纳超过1.38亿乌克兰格里夫纳的罚款。
2022年4月7日，1+1电视频道播出了有关在该工厂修复被缴获的俄罗斯装甲车（特别是BMP和T-72坦克）的电视节目。从剧情的镜头中，极有可能推算出某个特定工坊的位置。俄罗斯社交网络引起了人们对这个故事的关注。一些用户公布了该工厂的名称和坐标，并呼吁当局“立即向那里发射几枚火箭”。
4月15日至16日夜间，俄罗斯侵略者炮击基辅达尔尼察区，造成一人死亡、多人住院。工厂遭到炮击，车间被摧毁，企业员工被杀害。